# SN 1997dv
SN 1997dv – supernowa odkryta 29 października 1997 roku w galaktyce A041500+0532. W momencie odkrycia miała maksymalną jasność 23,00m.